# Schweizer SuperCup (Handball, Männer)

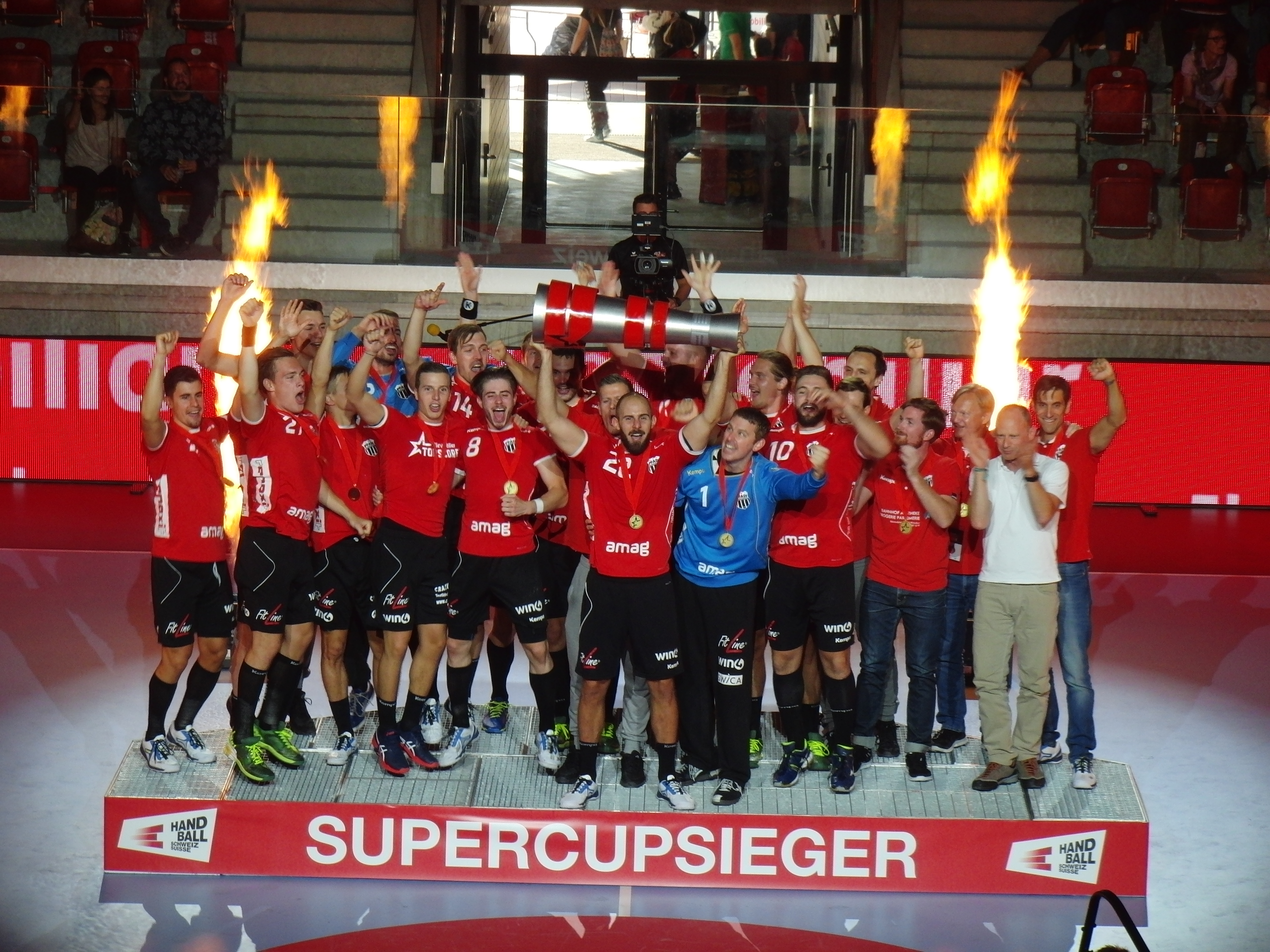
Pfadi Winterthur nach ihrem Titelgewinn 2018

Der Schweizer SuperCup ist ein Handball-Wettbewerb des Schweizerischen Handball-Verbandes (SHV), der seit 1999  jährlich ausgetragen wird. Die Begegnung findet zwischen dem Schweizer Meister und dem Sieger des Schweizer Cups statt.
Gehen beide Titel (Meister und Cupsieger) an den gleichen Verein, so ist der Finalist des SHV-Cups spielberechtigt.
Rekordsieger bei den Männern sind die Kadetten Schaffhausen, die bei 19 Finalteilnahmen 16 mal den Cup gewannen.

## Geschichte
Zwischen 2003 und 2008 wurde der SuperCup von der Sport- und Freizeitagentur Zobrist (heute handballworld) organisiert. Danach wurde er bis 2014 von der Swiss Handball League organisiert, welche eine eigenständige Organisation war.
2015 wurde unter dem Namen Indoor Sports Supercup der SuperCup mit den Sportarten Basketball, Unihockey und Volleyball im Hallenstadion in Zürich durchgeführt, dies war auch der erste SuperCup für Frauenhandballmannschaften seit 2001. 2016 und 2017 fand der SuperCup in der Saalsporthalle Zürich statt. Seit 2018 findet der SuperCup in der neuen AXA-Arena in Winterthur satt.

## Spiele

### 1999
| 3. September 1999 20:00 Uhr | TV Suhr (M+VC)                  | 34 : 31 n. V.        | Kadetten Schaffhausen (C) | Bachmattenhalle, Muri AG Zuschauer: 480 Schiedsrichter: Choquard, Virtum |
| 3. September 1999 20:00 Uhr | meiste Tore: Kostadinovich (11) | (13 : 16), (28 : 28) | meiste Tore: Kotorman (9) | Bachmattenhalle, Muri AG Zuschauer: 480 Schiedsrichter: Choquard, Virtum |
| 3. September 1999 20:00 Uhr | Strafen: 3×                     | [ 2 ] [ 3 ]          | Strafen: 3×               | Bachmattenhalle, Muri AG Zuschauer: 480 Schiedsrichter: Choquard, Virtum |

### 2000
| 8. September 1999 20:45 Uhr | TV Suhr (M) | 23 : 30 | TSV St. Otmar St. Gallen (C) | Bachmattenhalle, Muri AG |
| 8. September 1999 20:45 Uhr | (12 : 15)   |         |                              | Bachmattenhalle, Muri AG |
| 8. September 1999 20:45 Uhr | [ 4 ] [ 5 ] |         |                              | Bachmattenhalle, Muri AG |

### 2001
| vor 3. September 2001 | TSV St. Otmar St. Gallen (M+C) | 34 : 24 | Pfadi Winterthur (VC+VM) |  |
| vor 3. September 2001 |                                |         |                          |  |
| vor 3. September 2001 | [ 6 ]                          |         |                          |  |

### 2002
Keine Austragung

### 2003
| vor 30. August 2003 | Pfadi Winterthur (M+C)         | 33 : 31     | Grasshopper Club Zürich (VC) | Tägerhard, Wettingen Zuschauer: 900 Schiedsrichter: Falcone, Rätz |
| vor 30. August 2003 | meiste Tore: Cho & Paek (je 9) | (17 : 14)   | meiste Tore: Nijdam (9)      | Tägerhard, Wettingen Zuschauer: 900 Schiedsrichter: Falcone, Rätz |
| vor 30. August 2003 | Strafen: 5×                    | [ 7 ] [ 8 ] | Strafen: 4×                  | Tägerhard, Wettingen Zuschauer: 900 Schiedsrichter: Falcone, Rätz |

### 2004
| 3. September 2004 | Pfadi Winterthur (M)                           | 23 : 30             | Kadetten Schaffhausen (C) | Tägerhard, Wettingen Zuschauer: 600 Schiedsrichter: Choquard, Vitzthum |
| 3. September 2004 | meiste Tore: Liniger & Kokolodimitrakis (je 7) | (12 : 18)           | meiste Tore: Cho (6)      | Tägerhard, Wettingen Zuschauer: 600 Schiedsrichter: Choquard, Vitzthum |
| 3. September 2004 | Strafen: 4×                                    | [ 9 ] [ 10 ] [ 11 ] | Strafen: 9×               | Tägerhard, Wettingen Zuschauer: 600 Schiedsrichter: Choquard, Vitzthum |

### 2005
| 2. September 2005 | Kadetten Schaffhausen (M+C) | 26 : 19              | Pfadi Winterthur (VC)             | Sporthalle, Obersiggenthal Zuschauer: 1′100 Schiedsrichter: Falcone, Rätz |
| 2. September 2005 | meiste Tore: Pavlović (4)   | (10 : 7)             | meiste Tore: Albin & Kurth (je 4) | Sporthalle, Obersiggenthal Zuschauer: 1′100 Schiedsrichter: Falcone, Rätz |
| 2. September 2005 | Strafen: 4×                 | [ 12 ] [ 13 ] [ 14 ] |                                   | Sporthalle, Obersiggenthal Zuschauer: 1′100 Schiedsrichter: Falcone, Rätz |

### 2006
| 1. September 2006 | Kadetten Schaffhausen (M) | 31 : 23              | Wacker Thun (C)        | Tägerhard, Wettingen Zuschauer: 600 Schiedsrichter: Choquard, Vitzthum |
| 1. September 2006 | meiste Tore: Rauh (6)     | (15 : 10)            | meiste Tore: Furer (6) | Tägerhard, Wettingen Zuschauer: 600 Schiedsrichter: Choquard, Vitzthum |
| 1. September 2006 | Strafen: 4×               | [ 15 ] [ 16 ] [ 17 ] | Strafen: 2×            | Tägerhard, Wettingen Zuschauer: 600 Schiedsrichter: Choquard, Vitzthum |

### 2007
| 1. September 2007 18:00 Uhr | Kadetten Schaffhausen (M+C) | 36 : 24 | TV Suhr | Sporthalle Tägerhard, Wettingen |
| 1. September 2007 18:00 Uhr | (19:13)                     |         |         | Sporthalle Tägerhard, Wettingen |
| 1. September 2007 18:00 Uhr | [ 18 ] [ 19 ] [ 20 ] [ 21 ] |         |         | Sporthalle Tägerhard, Wettingen |

### 2008
| 30. August 2008 | ZMC Amicitia Zürich (M+VC) | 32 : 26       | Kadetten Schaffhausen (C+VM) | Schachenhalle, Aarau Zuschauer: 750 Schiedsrichter: Buache, von Escher |
| 30. August 2008 | meiste Tore: Behrends (8)  | (13 : 14)     | meiste Tore: Graubner (6)    | Schachenhalle, Aarau Zuschauer: 750 Schiedsrichter: Buache, von Escher |
| 30. August 2008 | Strafen: ?× 7× 1×          | [ 22 ] [ 23 ] | Strafen: ?× 5×               | Schachenhalle, Aarau Zuschauer: 750 Schiedsrichter: Buache, von Escher |

### 2009
| 29. August 2009 | SG GC Amicitia Zürich (M+VC) | 35 : 34   | BSV Bern Muri (C)       | Buechenwald, Gossau SG Zuschauer: 300 Schiedsrichter: Sager, Styger |
| 29. August 2009 | meiste Tore: Bašić (11)      | (15 : 19) | meiste Tore: Leiser (9) | Buechenwald, Gossau SG Zuschauer: 300 Schiedsrichter: Sager, Styger |
| 29. August 2009 | Strafen: ?× 3×               | [ 24 ]    | Strafen: ?× 2×          | Buechenwald, Gossau SG Zuschauer: 300 Schiedsrichter: Sager, Styger |

### 2010
| 28. August 2011 | Kadetten Schaffhausen (M)  | 39 : 37 n. 2. V.                | Pfadi Winterthur (C)   | Buechenwald, Gossau SG Zuschauer: 450 Schiedsrichter: Bernet, Wick |
| 28. August 2011 | meiste Tore: Starczan (10) | (13 : 15), (27 : 27), (32 : 32) | meiste Tore: Krieg (9) | Buechenwald, Gossau SG Zuschauer: 450 Schiedsrichter: Bernet, Wick |
| 28. August 2011 | Strafen: ?× 6× 1×          | [ 25 ]                          | Strafen: ?× 9× 2×      | Buechenwald, Gossau SG Zuschauer: 450 Schiedsrichter: Bernet, Wick |

### 2011
| 27. August 2011 | Kadetten Schaffhausen (M+C) | 37 : 25   | BSV Bern Muri (VC)           | Buechenwald, Gossau SG Zuschauer: 400 Schiedsrichter: Bernet, Wick |
| 27. August 2011 | meiste Tore: Starczan (8)   | (18 : 13) | meiste Tore: Staudenmann (5) | Buechenwald, Gossau SG Zuschauer: 400 Schiedsrichter: Bernet, Wick |
| 27. August 2011 | Strafen: ?× 5×              | [ 26 ]    | Strafen: ?× 5× 1×            | Buechenwald, Gossau SG Zuschauer: 400 Schiedsrichter: Bernet, Wick |

### 2012
| 1. September 2012 18:10 Uhr | Kadetten Schaffhausen (M+VC) | 29 : 18      | Wacker Thun (C+VM)      | Buechenwald, Gossau SG Zuschauer: 820 Schiedsrichter: Wyss, Zowa |
| 1. September 2012 18:10 Uhr | meiste Tore: Pendic (8)      | (12 : 7)     | meiste Tore: Linder (4) | Buechenwald, Gossau SG Zuschauer: 820 Schiedsrichter: Wyss, Zowa |
| 1. September 2012 18:10 Uhr | Strafen: 2× 5×               | Spielbericht | Strafen: 3× 4×          | Buechenwald, Gossau SG Zuschauer: 820 Schiedsrichter: Wyss, Zowa |

### 2013
| 31. August 2013 18:00 Uhr | Wacker Thun (M+C)                  | 21 : 27      | Kadetten Schaffhausen (VC+VM) | Buechenwald, Gossau SG Zuschauer: 500 Schiedsrichter: Jergen, Rudin |
| 31. August 2013 18:00 Uhr | meiste Tore: Chalkidis, Franic (4) | (12 : 14)    | meiste Tore: Mamic (6)        | Buechenwald, Gossau SG Zuschauer: 500 Schiedsrichter: Jergen, Rudin |
| 31. August 2013 18:00 Uhr | Strafen: 3× 6×                     | Spielbericht | Strafen: 3× 2×                | Buechenwald, Gossau SG Zuschauer: 500 Schiedsrichter: Jergen, Rudin |

### 2014
| 30. August 2014 15:00 Uhr | Kadetten Schaffhausen (M+C) | 27 : 22      | Pfadi Winterthur (VC+VM) | Sport- und Kongresszentrum Arosa, Arosa Zuschauer: 510 Schiedsrichter: Bernet, Wick |
| 30. August 2014 15:00 Uhr | meiste Tore: Jurca (5)      | (11 : 9)     | meiste Tore: Jud (6)     | Sport- und Kongresszentrum Arosa, Arosa Zuschauer: 510 Schiedsrichter: Bernet, Wick |
| 30. August 2014 15:00 Uhr | Strafen: 3× 4×              | Spielbericht | Strafen: 3× 4×           | Sport- und Kongresszentrum Arosa, Arosa Zuschauer: 510 Schiedsrichter: Bernet, Wick |

### 2015
| 6. September 2015 18:30 Uhr TV: handballTV.ch | Kadetten Schaffhausen (M) | 30 : 21      | Pfadi Winterthur (C)        | Hallenstadion, Zürich Zuschauer: 2′089 Schiedsrichter: Brunner, Salah |
| 6. September 2015 18:30 Uhr TV: handballTV.ch | meiste Tore: Liniger (6)  | (15 : 11)    | meiste Tore: Sidorowicz (5) | Hallenstadion, Zürich Zuschauer: 2′089 Schiedsrichter: Brunner, Salah |
| 6. September 2015 18:30 Uhr TV: handballTV.ch | Strafen: 3× 4×            | Spielbericht | Strafen: 3×                 | Hallenstadion, Zürich Zuschauer: 2′089 Schiedsrichter: Brunner, Salah |

### 2016
| 4. September 2016 16:30 Uhr TV: handballTV.ch | Kadetten Schaffhausen (M+C) | 30 : 23      | TSV St. Otmar St. Gallen (VC)    | Saalsporthalle, Zürich Zuschauer: 930 Schiedsrichter: Jergen, Zaugg |
| 4. September 2016 16:30 Uhr TV: handballTV.ch | meiste Tore: Liniger (10)   | (13 : 10)    | meiste Tore: Cemas, Zdrahala (5) | Saalsporthalle, Zürich Zuschauer: 930 Schiedsrichter: Jergen, Zaugg |
| 4. September 2016 16:30 Uhr TV: handballTV.ch | Strafen: 3× 4×              | Spielbericht | Strafen: 3×                      | Saalsporthalle, Zürich Zuschauer: 930 Schiedsrichter: Jergen, Zaugg |

### 2017
| 3. September 2017 16:30 Uhr TV: SRG SSR | Kadetten Schaffhausen (M) | 28 : 21      | Wacker Thun (C)                  | Saalsporthalle, Zürich Zuschauer: 1′250 Schiedsrichter: Jergen, Zaugg |
| 3. September 2017 16:30 Uhr TV: SRG SSR | meiste Tore: Liniger (7)  | (14 : 7)     | meiste Tore: von Deschwanden (4) | Saalsporthalle, Zürich Zuschauer: 1′250 Schiedsrichter: Jergen, Zaugg |
| 3. September 2017 16:30 Uhr TV: SRG SSR | Strafen: 3× 7×            | Spielbericht | Strafen: 3× 4×                   | Saalsporthalle, Zürich Zuschauer: 1′250 Schiedsrichter: Jergen, Zaugg |

### 2018
| 26. August 2018 17:00 Uhr TV: MySports One | Wacker Thun (M)             | 17 : 26      | Pfadi Winterthur (C+VM)     | AXA-Arena, Winterthur Zuschauer: 1′400 Schiedsrichter: Brunner, Salah |
| 26. August 2018 17:00 Uhr TV: MySports One | meiste Tore: Wyttenbach (4) | (10 : 15)    | meiste Tore: Sidorowicz (6) | AXA-Arena, Winterthur Zuschauer: 1′400 Schiedsrichter: Brunner, Salah |
| 26. August 2018 17:00 Uhr TV: MySports One | Strafen: 2× 4×              | Spielbericht | Strafen: 1× 6×              | AXA-Arena, Winterthur Zuschauer: 1′400 Schiedsrichter: Brunner, Salah |

### 2019
| 25. August 2019 17:00 Uhr TV: MySports One | Kadetten Schaffhausen (M+VC) | 31 : 20      | Wacker Thun (C)        | AXA-Arena, Winterthur Zuschauer: 887 Schiedsrichter: Brunner, Salah |
| 25. August 2019 17:00 Uhr TV: MySports One | meiste Tore: Császár 12      | (15 : 8)     | meiste Tore: Suter (5) | AXA-Arena, Winterthur Zuschauer: 887 Schiedsrichter: Brunner, Salah |
| 25. August 2019 17:00 Uhr TV: MySports One | Strafen: 6×                  | Spielbericht | Strafen: 2× 3×         | AXA-Arena, Winterthur Zuschauer: 887 Schiedsrichter: Brunner, Salah |

### 2020
| 30. August 2020 17:00 Uhr TV: MySports One | Kadetten Schaffhausen              | 20 : 25      | HSC Suhr Aarau          | AXA-Arena, Winterthur Zuschauer: 1'000 Schiedsrichter: Capoccia, Jucker |
| 30. August 2020 17:00 Uhr TV: MySports One | meiste Tore: Császár & Frimmel (6) | (9 : 11)     | meiste Tore: Ferraz (6) | AXA-Arena, Winterthur Zuschauer: 1'000 Schiedsrichter: Capoccia, Jucker |
| 30. August 2020 17:00 Uhr TV: MySports One | Strafen: 4×                        | Spielbericht | Strafen: 3× 7×          | AXA-Arena, Winterthur Zuschauer: 1'000 Schiedsrichter: Capoccia, Jucker |

Da die Meisterschaft und der Cup abgebrochen wurden, spielten die zwei Mannschaften, welche sich für den Cupfinal qualifiziert hatten, den SuperCup.

### 2021
| 28. August 2021 19:00 Uhr TV: TV24 | Pfadi Winterthur (M) | 26:19        | HSC Suhr Aarau (HM)      | AXA-Arena, Winterthur Zuschauer: 1040 Schiedsrichter: Hennig, Meier |
| 28. August 2021 19:00 Uhr TV: TV24 | meiste Tore: Jud 7   | (8:7)        | meiste Tore: Reichmuth 5 | AXA-Arena, Winterthur Zuschauer: 1040 Schiedsrichter: Hennig, Meier |
| 28. August 2021 19:00 Uhr TV: TV24 | Strafen: 2× 5×       | Spielbericht | Strafen: 1× 5× 1×        | AXA-Arena, Winterthur Zuschauer: 1040 Schiedsrichter: Hennig, Meier |

Aufgrund einer Terminkollision mit der EHF European League 2021/22 konnten die Kadetten Schaffhausen als Cupsieger nicht am SuperCup teilnehmen. Der HC Kriens-Luzern als Vizecupsieger und erster Nachrücker hatte dasselbe Problem. Daher rückte der HSC Suhr Aarau als Halbfinalist der Handball League Playoffs 2021 nach.

### 2022
| 21. August 2022 18:15 Uhr TV: TV24 | Kadetten Schaffhausen (M) | 32 : 25      | GC Amicitia Zürich (C) | Mobiliar Arena, Gümligen Zuschauer: 680 Schiedsrichter: Abalo, Maurer |
| 21. August 2022 18:15 Uhr TV: TV24 | meiste Tore: Tominec (6)  | (14 : 12)    | meiste Tore: Laube (6) | Mobiliar Arena, Gümligen Zuschauer: 680 Schiedsrichter: Abalo, Maurer |
| 21. August 2022 18:15 Uhr TV: TV24 | Strafen: 1× 3×            | Spielbericht | Strafen: 1× 5×         | Mobiliar Arena, Gümligen Zuschauer: 680 Schiedsrichter: Abalo, Maurer |

### 2023
| 20. August 2022 17:30 Uhr | Kadetten Schaffhausen (M+VC) | 33:27        | HC Kriens-Luzern (C+VM)   | Hallenstadion Obere Au, Chur Zuschauer: 1280 Schiedsrichter: Brunner, Salah |
| 20. August 2022 17:30 Uhr | meiste Tore: Ríkharðsson (8) | (15:13)      | meiste Tore: Schelker (7) | Hallenstadion Obere Au, Chur Zuschauer: 1280 Schiedsrichter: Brunner, Salah |
| 20. August 2022 17:30 Uhr | Strafen: 1× 6×               | Spielbericht | Strafen: 2× 4×            | Hallenstadion Obere Au, Chur Zuschauer: 1280 Schiedsrichter: Brunner, Salah |

### 2024
| 24. August 2024 18:00 Uhr | Kadetten Schaffhausen (M+C) | 35:34 | HC Kriens-Luzern (VM) | Gottardo Arena, Quinto TI Schiedsrichter: Müller & Schaad |
| 24. August 2024 18:00 Uhr | (15:14)                     |       |                       | Gottardo Arena, Quinto TI Schiedsrichter: Müller & Schaad |
| 24. August 2024 18:00 Uhr | Spielbericht                |       |                       | Gottardo Arena, Quinto TI Schiedsrichter: Müller & Schaad |

Bezeichnungen: M = Meister, C = Cupsieger, VM = Vizemeister, VC = Vizecupsieger, HM = Halbfinalist der Meisterschaft

## Erfolgreichste Vereine
| Rang | Verein                   | Titel | Teilnahmen | Titeljahre                                                                                     |
| ---- | ------------------------ | ----- | ---------- | ---------------------------------------------------------------------------------------------- |
| 1.   | Kadetten Schaffhausen    | 16    | 19         | 2004, 2005, 2006, 2007, 2010, 2011, 2012, 2013, 2014, 2015, 2016, 2017, 2019, 2022, 2023, 2024 |
| 2.   | Pfadi Winterthur         | 3     | 9          | 2003, 2018, 2021                                                                               |
| 3.   | HSC Suhr Aarau           | 2     | 5          | 1999, 2020                                                                                     |
| 4.   | TSV St. Otmar St. Gallen | 2     | 3          | 2000, 2001                                                                                     |
| 5.   | SG GC Amicitia Zürich    | 1     | 1          | 2009                                                                                           |
| 5.   | ZMC Amicitia Zürich      | 1     | 1          | 2008                                                                                           |
| 7.   | Wacker Thun              | 0     | 6          |                                                                                                |
| 8.   | BSV Bern Muri            | 0     | 2          |                                                                                                |
| 9.   | Grasshopper Club Zürich  | 0     | 1          |                                                                                                |
| 10.  | GC Amicitia Zürich       | 0     | 1          |                                                                                                |
| 10.  | HC Kriens-Luzern         | 0     | 1          |                                                                                                |

1. ↑  Bis 2007  TV Suhr

## Weblink
- Winnerboard